# Anton von Rydzewski
Anton von Rydzewski (russisch Антон Николаевич фон Рыдзевский; * 20. Juli 1836 im russischen Gouvernement Warschau; † 24. August 1913 in Klotzsche bei Dresden) war ein russischer Baron, Bergsteiger und Fotograf, vor allem der Bergwelt und der Menschen im Bergell. 

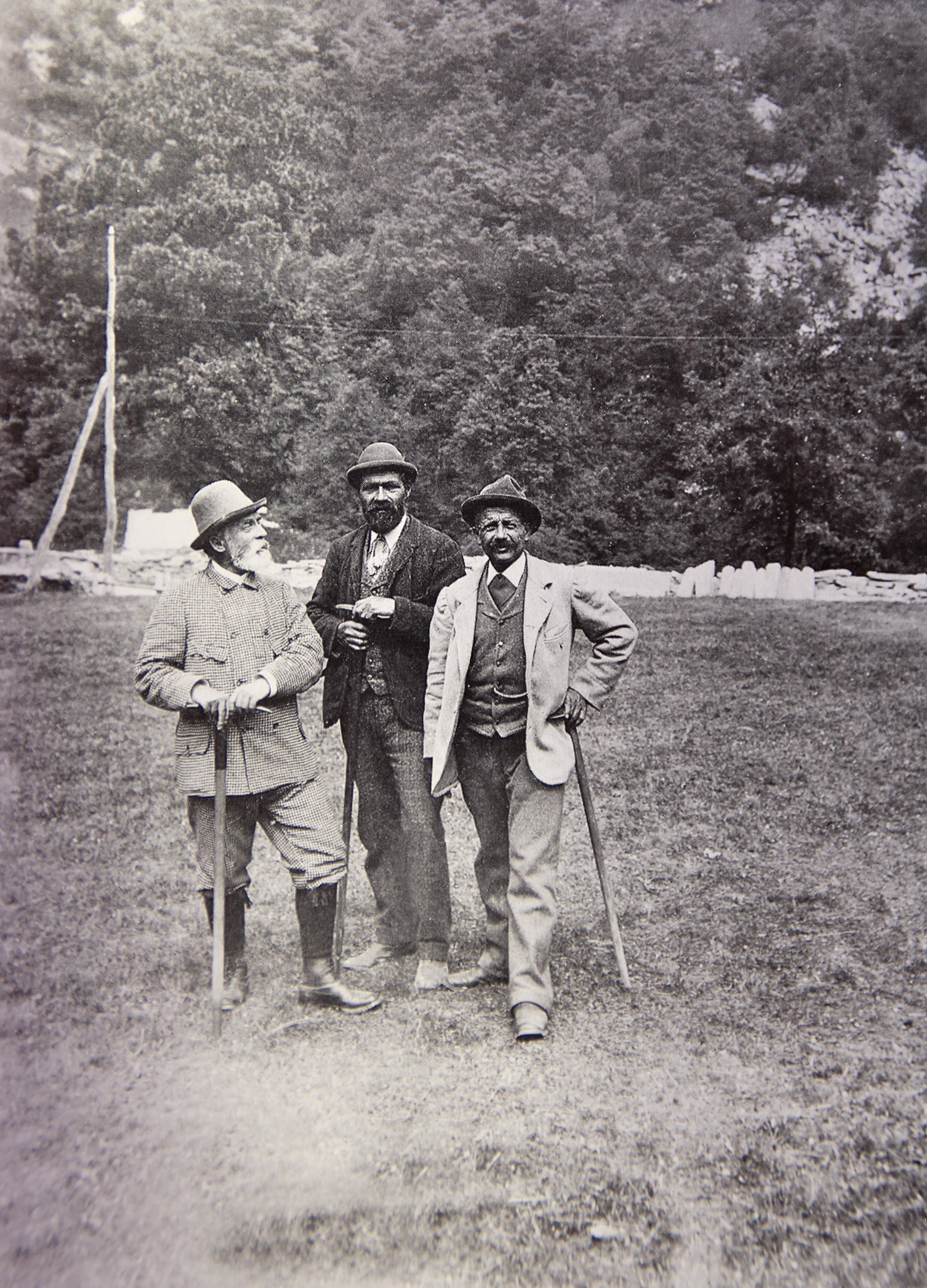
Anton von Rydzewski, Mansueto Barbaria, Christian Klucker (von links)

## Leben

### Herkunft und Familie
Anton von Rydzewski wurde in die Familie eines russischen Ingenieur-Generalleutnants geboren. Von Rydzewski war zweimal verheiratet.

### Werdegang
Er besuchte die Privatschule Hörschelmann in Werro und studierte von 1855 bis 1859 Staats- und Rechtslehre, Philosophie, Psychologie und russische Geschichte an der Kaiserlichen Universität Dorpat. Danach wurde er Finanzbeamter in Wladimir, später in Sankt Petersburg. Mit seiner zweiten Ehefrau, Alexandrine von Nordmann, übersiedelte er 1885 nach Dresden, wo er fortan als Privatier lebte.
Von Rydzewski begann erst im Alter von 50 Jahren mit dem Bergsteigen. 1891 bis 1900 unternahm er mit dem Bergführer Christian Klucker eine große Zahl von Bergtouren, Erstbesteigungen und Erstbegehungen im Bergell. Unter anderem führte er die Erstbesteigung der Ago di Sciora, der Pizzi Gemelli, der Sciora di Fuori und des Piz Trubinasca durch. Zu seinen Erstbegehungen zählen der Ost- und Westgrat des Piz Badile sowie die meisten der steilen Eiscouloirs der Scioragruppe. Sein Vorbild war der deutsche Forschungsreisende und Alpinist Paul Güßfeldt.
Nebst Klucker beschäftigte er auch weitere Bergführer, u. a. Mansueto Barbaria aus Cortina d’Ampezzo und Émile Rey aus Courmayeur. Das Verhältnis des Barons zu seinen Führern war von ständigen Reibereien geprägt. Vor allem mit Klucker kam es wiederholt zu Auseinandersetzungen, dreimal kündigte der Führer seinem Herrn, doch immer wieder gelang es Rydzewski, ihn wieder anzuheuern. Als «Szenen einer Ehe» ist die Beziehung der beiden ungleichen Persönlichkeiten schon beschrieben worden, die trotz allem große alpinistische Pionierarbeit leisteten. Für Klucker bot sich durch Rydzewski die Möglichkeit, die alpinistische Erschließung der Bergellerberge voranzutreiben. Einzig die Nordkante des Piz Badile verweigerte Klucker dem «Mehlsack». Das Kapitel in Kluckers Autobiografie über seine Touren mit dem Baron liest sich wie ein Klagelied.
Im Bergell nennt man Rydzewski heute noch den «Russ». Erst in jüngster Zeit ist durch akribische Recherchen des Journalistenpaars Ursula Bauer und Jürg Frischknecht das herausragende fotografische Werk Rydzewskis erschlossen worden. Er gilt als der «erste Fotograf des Bergells». 
Rydzewski arbeitete an einem monumentalen Werk über das Bergell, für das er jedoch nie einen Verleger fand. Klucker begutachtete das 2000 Seiten umfassende handschriftliche Manuskript und versah es mit vernichtenden Kommentaren. Es befindet sich heute im Museum Alpin in Pontresina.